# Maryna Pryszczepa
Maryna Andrijiwna Pryszczepa (ukr. Марина Андріївна Прищепа, ur. 28 lipca 1983 w Kijowie) – ukraińska judoczka, wicemistrzyni świata, pięciokrotna medalistka mistrzostw Europy.
Startuje w kategorii do 78 kg. Największym sukcesem zawodniczki jest srebrny medal mistrzostw świata z Rotterdamu (2009).
Startuje także w sumo w wadze średniej. Mistrzyni świata w sumo.